# جووانی لوپز
جووانی لوپز (انگلیسی: Giovanni Lopez؛ زادهٔ ۲۳ مهٔ ۱۹۶۷) بازیکن فوتبال اهل ایتالیا است.
از باشگاه‌هایی که در آن بازی کرده‌است می‌توان به باشگاه ورزشی لاتزیو، باشگاه فوتبال تورینو، باشگاه فوتبال لودیجیانی کالچو، باشگاه فوتبال ویچنزا، باشگاه فوتبال ناپولی، و باشگاه فوتبال وارزه اشاره کرد.